# Symploce testacea
Symploce testacea är en kackerlacksart som först beskrevs av Tokuichi Shiraki 1908.  Symploce testacea ingår i släktet Symploce och familjen småkackerlackor. Inga underarter finns listade i Catalogue of Life.